# Haile Selassie

Den etiopiska imperieflaggen under Haile Selassies styre. Efter Selassies död tog man bort kronan från lejonet och ersatte korset med ett spjut.

Haile Selassie I, även stavat Haile Sellassie I lyssna (fil) (ge'ez: ኃይለ ሥላሴ, haylä səllasé), född Lij Tafari Makonnen 23 juli 1892 i Ejarsagoro i Kejsardömet Etiopien, död 27 augusti 1975 i Addis Abeba i Socialistiska Etiopien, var mellan 1930 och 1974 Etiopiens kejsare (Negus negesti).

## Inledande översikt
Vid trontillträdet antog Haile Selassie I ett valspråk inkluderande frasen Moa anbessa ze imnegede Yehuda, "Det segrande lejonet av Juda stam". Valspråket var identisk med föregångaren Minilik II, men frasen kom i översättning att uppfattas som del av den officiella titulaturen.
Som kejsare titulerades han vanligen som "qadamawi", som på amhariska betyder "den förste". Ordet kan också betyda "gammal" och "helig". Han föddes som Lij (ursprungligen en förkortning av det judiska Elijah, ett namn som gavs till många pojkar av kunglig börd) Tafari ("han som inger vördnad" på språket amhariska) Makonnen (hans fars ärftliga ämbete, som betyder "guvernör").
Hans far var Ras (prins) Makonnen Woldemikael Gudessa. Hans mor var Woizero ("Lady") Yeshimebet Ali Abajifar. Lij Tafari var det enda av nio syskon som överlevde födelsen. Han tillhörde den så kallade salomoniska dynastin genom en kvinnlig länk (faster). Den åldrande kejsaren Meneliks dotter Zewditu, den blivande kejsarinnan, var hans kusin och företrädare på tronen. Den salomoniska dynastin kan spåras tillbaka till 1270 e.Kr., det vill säga cirka 2 200 år efter den israeliske kung Salomos död. Den då nye kejsaren i Etiopien (Aksum) tog titeln negusa nagast (konungarnas konung) och hävdade en härstamning från den judiske kungen Salomo och drottningen av Saba, något som inte kan bevisas historiskt. Moderlös och faderlös från 14-årsåldern lyckades Lij Tafari – som nu ärvt faderns titel ras, som brukar jämföras med titeln hertig – ändå bli Zewditus I tronarvinge och regent år 1917, mycket beroende på andra kandidaters inkompetens. År 1928 upphöjdes Ras Tafari till negus, kung.
När kejsarinnan avled 1930, kröntes Haile Selassie till kejsare. Från den 9 maj 1936 till den 5 maj 1941 var Etiopien ockuperat av Mussolinis fascistiska Italien, och Italiens kung Vittorio Emanuele III blev därmed också kejsare av Etiopien, tills Selassie med britternas hjälp kunde återta tronen. Selassie avled eller mördades den 27 augusti 1975 i Addis Abeba, ett år efter att en marxistisk militärjunta ledd av Mengistu Haile Mariam (senare i sin frånvaro åtalad för folkmord) avsatt honom som kejsare (amhariska: negus) och kejsare av Etiopien.
Haile Selassies fullständiga titel var Hans kejserliga majestät, kejsare Haile Selassie I, Lejonet av Juda, Guds utvalde, konungarnas konung av Etiopien. Efter att han störtats i en militärkupp 1974, efterträddes han av sin son Amha Selassie som regent, men militärjuntan avskaffade kejsardömet 1975.

## Bakgrund
Kebra Nagast ' (Konungarnas ära) är ett drygt 700-årigt etiopiskt nationalepos som berättar om hur de etiopiska konungarna härstammar i rakt nedstigande led från Israels konung Salomo och drottningen av Saba, Makeda. Detta möte torde ha skett omkring år 1000 f.Kr., det vill säga 2300 år innan nationaleposet började nedtecknas. När drottningen återvände till Saba var hon gravid och födde sedan en son som enligt Kebra Negast blev kung i Etiopien under namnet Menelik I. Menelik och hans efterföljare titulerades negus negesti, vilket är amhariska för "konungarnas konung". Verket har stor betydelse för den etiopiska nationalkänslan. Dessutom hävdar de att den förste Menelik, som var högt älskad av sin far Salomo som såg honom som sin efterträdare, kunde röra sig så fritt i Salomos tempel i Jerusalem att han kunde "låna" förbundsarken och föra den till Etiopien, där den finns än idag skyddad i en kyrkas källarvalv.
Andra folk hävdar emellertid att Saba skulle ha varit beläget annorstädes; araberna vill exempelvis placera det i västra Jemen. Det finns också de som menar att det kan ha funnits ett rike som sträckte sig över det smala sundet Tårarnas port i Röda havet. Annan forskning tyder däremot på att sabéerna inte hade bildat sitt rike så tidigt som år 1000 f.Kr., då det forna Israels kung Salomo regerade.

## Barndomen (1892–1930)

### Född som prins
Haile Selassie föddes 1892 med namnet Lij Tafari Makonnen, som yngste son till vicekung (ras) och guvernör (makonnen) Woldemikael Gudessa, som dessutom var rådgivare till sin släkting, den åldriga kejsaren Menelik II. Släkten Makonnen gjorde inte bara anspråk på tronen, utan sågs allmänt bland prästerskap, adel och andra grupper, som höll reda på sådant, som ättlingar i rakt nedstigande led till Makeda, drottningen av Saba, och Israels storkonung Salomo genom deras gemensamme och av Salomo accepterade son Menelik I, som blev Etiopiens förste negus (konung). Etiopien har under flera perioder haft kejsare som inte varit, eller ansetts vara, ättlingar i rakt nedstigande led till Salomo och drottningen av Saba, men så småningom har de "rätta" kejsarna återinsatts igen.
Efter skolgång med en fransk informator flyttade han med familjen till Addis Abeba. Han blev faderlös 1906 när han ännu inte hunnit fylla 14, och ärvde därvid titeln "ras" av sin far Tafari Makonnen. Vid 14 års ålder var Tafari således ras makonnen över Salali, och något år senare över Sidamo och den centrala provinsen Harar eftersom hans sista levande bror Yelma avled 1907. Tafari valde att fortfarande mest ägna sig åt studier, och lämnade över det administrativa ansvaret till betrodda vänner till sin bortgångne far. När han var 18, år 1910, blev han verksam som hertig, ras, över Harar och andra provinser. I den befattningen blev han omtyckt genom ett omfattande reformarbete och sina insatser för att modernisera de delar av landet Äldsterådet önskade honom som regent, vilket orsakade djupa konflikter med kejsar Meneliks son Negus Michael och sonson Lij Yasus. Han gifte sig den 31 juli 1911 med Woizero Menen Asfaw (1889–1962)

### 1910-talet
Ras Tafari tillhörde alltså Huset Salomo, men det gjorde även flera andra släktingar som den gamle kejsaren Menelek II, som avled den 12 dec 1913, hade placerat före Tafari. Där fanns brorsonen Dejazmach Taye Gulilat, som dock Menelik ogillade i hög grad. Hans dotter Shoagarad hade en son, Dejazmach Wosan Seged, men denne visade sig vara dvärg och skulle aldrig komma att accepteras av folket. Wosan Seged avled emellertid av tuberkulos redan 1908. Shoagarad hade en son till, Lij Iyasu, född 1895, men denne hade börjat dras till islam, och var därför tveksam som kandidat. Slutligen fanns där Meneliks yngsta dotter Woizero Zewditu, men hon var kvinna och skulle inte kunna visa sig offentligt i så många sammanhang som det fordrades av en regent. När Menelik II avled 1913 blev därför 18-årige Lij Iyasu efterträdare.
Eftersom denne nu var muslim och helt klart tog avstånd från kristendomen, vägrade den ortodoxa kristna kyrkan i Etiopien att kröna honom till kejsare. Han fick därför behålla sitt barndomsnamn Lij Iyasu. Han blev snart stämplad som förrädare och avsattes den 27 september 1916, och Meneliks 40-åriga dotter Woizero Zewditu kröntes till kejsarinna. Ras Tafari var nu på andra plats i successionsordningen och kronprins, och eftersom han var man och kunde närvara i militära och andra publika sammanhang som den djupt troende Zewditu II måste undvika, blev han hennes regent.

### 1920-talet

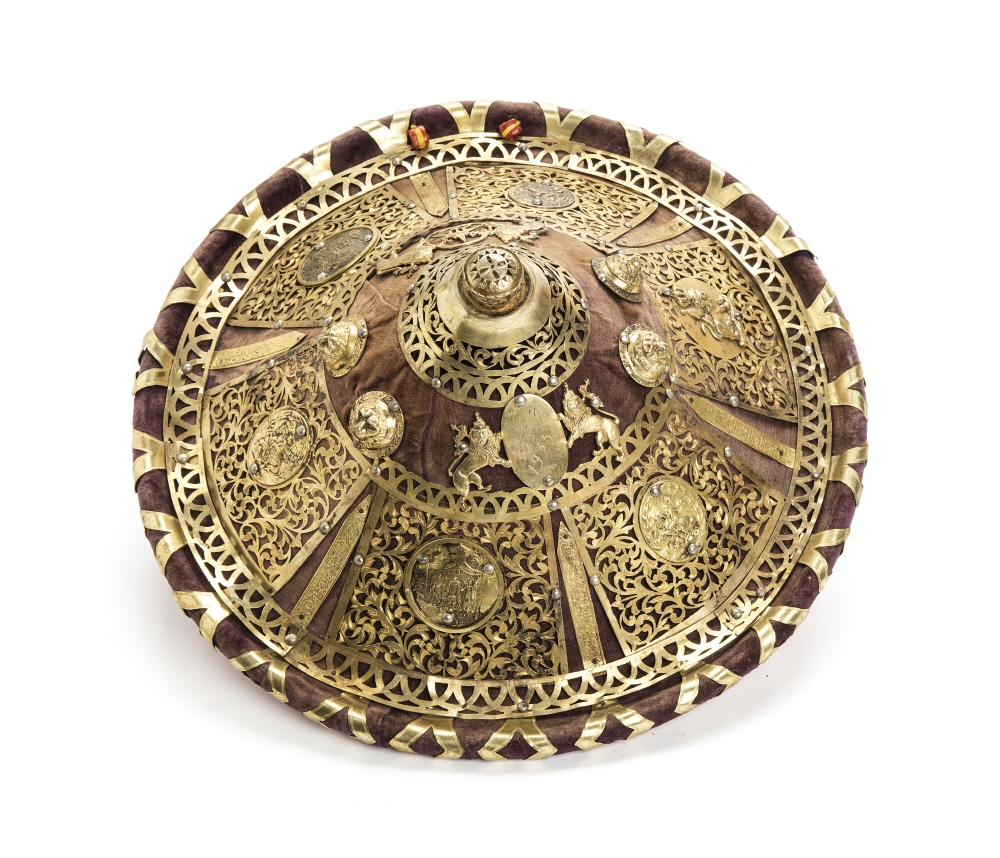
Skölden är ett exempel på de gåvor som kejsaren gav under sina resor i Europa. År 1935 överlämnad av Kejsare Haile Selassie av Etiopien till dåvarande kronprinsen Gustaf VI Adolf.

Tafari fortsatte sitt reform- och moderniseringsarbete, vilket kejsarinnan motsatte sig, och hon hade sista ordet i alla frågor. Under 1920-talet fanns det fortfarande omkring 2 miljoner slavar i Etiopien, men Tafari kunde inte avskaffa slaveriet helt förrän han själv blev kejsare. Han avgav ett löfte om detta och säkrade därmed ett medlemskap för Etiopien i Nationernas Förbund.
Ras Tafari tog allt mer ensam hand om utrikespolitiken som Etiopiens kronprins under 1920-talet. Andra länder ville hellre förhandla med och träffa avtal med en man än med en kvinna. Han satte ihop en grupp bestående av representanter för olika provinser och reste runt i Europa och Mellanöstern: Jerusalem, Kairo, Alexandria, Amsterdam, Stockholm, London, Genève och Aten. Etiopien nådde inte sitt mål – de ville ha tillträde till haven – men landet presenterade sig i alla fall ordentligt.

## Tiden som kejsare (1930–)
Efter att kejsarinnan Zauditu avlidit, kröntes Haile Selassie den 2 november 1930 till den 111:e kejsaren, negus negesti, i rakt stigande led från kung Salomo. Ordet "selassie" betyder treenighet och namnet Haile Selassie som ras Tafari Makonnen själv valde betyder ungefär "treenighetens makt".

### Sedd som Gud på Jamaica
Den etiopiske kejsaren gjorde stort intryck, inte bara i Etiopien, utan i hela Afrika och stora delar av världen. Han var den ende afrikanske kejsaren i en tid då resten av Afrika var koloniserat av européerna. I Karibien började vissa fattiga, troende människor uppfatta honom som någonting nästan övernaturligt – en svart Gud, eller åtminstone en manifestation av en svart Gud. Det budskapet spreds av jamaicanska predikanter som Leonard Howell, Joseph Hibbert, Archibald Dunkley och Robert Hinds. Hos Bibelns profeter och andra gestalter hittade de Guds namn inlagda i personnamnen – Adonijah: Min Herre är Gud, Berekiah: Jah välsignar, Delaiah: Befriad av Jah, Elijah: Jah är Gud, Hoshaiah: Jah har räddat, Isaiah: Jah är Frälsare, Izahiah: Jah reser sig (eller strålar), Jeremiah: Jah inspirerar, Malkijah: Min Konung är Jah, Nehemiah: Jah har tröstat... Repatriationsivraren och pan-afrikanisten Marcus Garvey hade redan identifierat Etiopiens konung (dock inte som Gud), Rastafari, som snart skulle bli kejsare, och Selassie själv (som aktivt motverkade idéerna att upphöja honom som Gud) hade en så upphöjd titel på engelska som "His Imperial Majesty Haile Selassie I, Conquering Lion of the Tribe of Judah, King of Kings (Emperor) of Ethiopia, Elect of God" (Ge'ez: Girmāwī ḳedāmāwī 'aṣē Hayle Ṧillāsē, mō'ā 'anbessā ze'imneggede Yihudā, Niguse Negest ze'ḹtyōṗṗyā, siyume Igziabeher).
I slutet av 1960-talet och i början av 1970-talet nådde den nya religionen städerna samt läskunniga människor, och i Kingston och Port of Spain studerade ungdomar amhariska och Etiopiens historia för att öka sin svarta medvetenhet. Sedan förde Bob Marley, Peter Tosh och hundratals andra reggaesångare ut rastafaritron till resten av världen. Vokalisttrion Abyssinians spelade in rastafaritrons viktigaste sång: Satta-A-Messeggene – Visa tacksamhet!

### Andra världskriget
När Italien invaderade Etiopien under Abessinienkriget, bad han förgäves Nationernas Förbund om hjälp. Efter att personligen ha lett de etiopiska styrkorna mot Mussolini och fascisterna, tvingades han gå i exil, och var under några år bosatt i Storbritannien. Han uppsteg på tronen igen efter att Etiopien hade befriats av brittiska och etiopiska styrkor 1941. Att han hade slagits mot Mussolini gav honom en viss internationell prestige, trots nederlaget med landsflykten.
Under Haile Selassie blev Etiopisk-ortodoxa kyrkan självständig från Koptisk-ortodoxa kyrkan.

### Efterkrigstiden
Under efterkrigstiden strävade Haile Selassie efter att modernisera Etiopien. Under hans regeringstid avskaffades slaveriet, landet blev konstitutionellt, parlament inrättades, fri skolgång och sjukvård infördes, landet industrialiserades. Samtidigt behölls feodalismen, och korruptionen där blev allt mera överhängande, och den ekonomiska misären därav drog sneda blickar till landet. Trots hans ansatser att reformera landet, drabbades befolkningen av svältkatastrof på grund av torka. Svälten ledde till att landet blev tvunget att acceptera ekonomiskt bistånd från andra länder. Det första valet i landet hölls 1957, men i praktiken fanns ingen maktdelning.
Den 14 december 1960, medan Haile Selassie befann sig på statsbesök i Brasilien, försökte det kejserliga gardet störta kejsaren. De arresterade hans äldste son, tronarvingen Asfaw Wossen, och höll honom som gisslan. Upproret slogs ner den 17 december, och Haile Selassie återvände till huvudstaden. Även studenterna blev svåra motståndare för kejsaren. Han hade med hjälp av USA öppnat landets första universitet 1961, men ansåg sig tvingad att stänga detta 1969 efter studentrevolter. Den 3 mars 1969 lät han fängsla studenter som deltagit i uppror i Addis Abeba, och protesterna spreds då till Östermalm i Stockholm, där 16 utbytesstudenter från Etiopien den 24 mars ockuperade Etiopiens ambassad, rev sönder porträtt av kejsaren, och krävde att studenterna i hemlandet skulle släppas. Universitetet i Addis Abeba öppnades igen efter några veckor och terminen avslutades normalt. Efter dessa uppror blev landet allt mera autokratiskt, men Haile Selassie sade att demokrati så småningom skulle införas.
Som statsöverhuvud, och med minnet av kriget mot Mussolini, blev han en symbol för det fria Afrika; han och Kwame Nkrumah bildade OAU 1963, vars huvudsäte förlades i Addis Abeba, och han blev dess ordförande.
1952 drev Haile Selassie igenom att Eritrea och Etiopien bildade en federation, men tio år senare tvångsannekterades Eritrea av Etiopien. Detta ledde till återkommande attacker dels från den ertitreiska befrielsefronten ELF, dels i form av motattacker från den kejserliga armén. Kriget, som slutade först 1991, skördade över 150 000 dödsoffer.

## Avsatt genom militärkupp

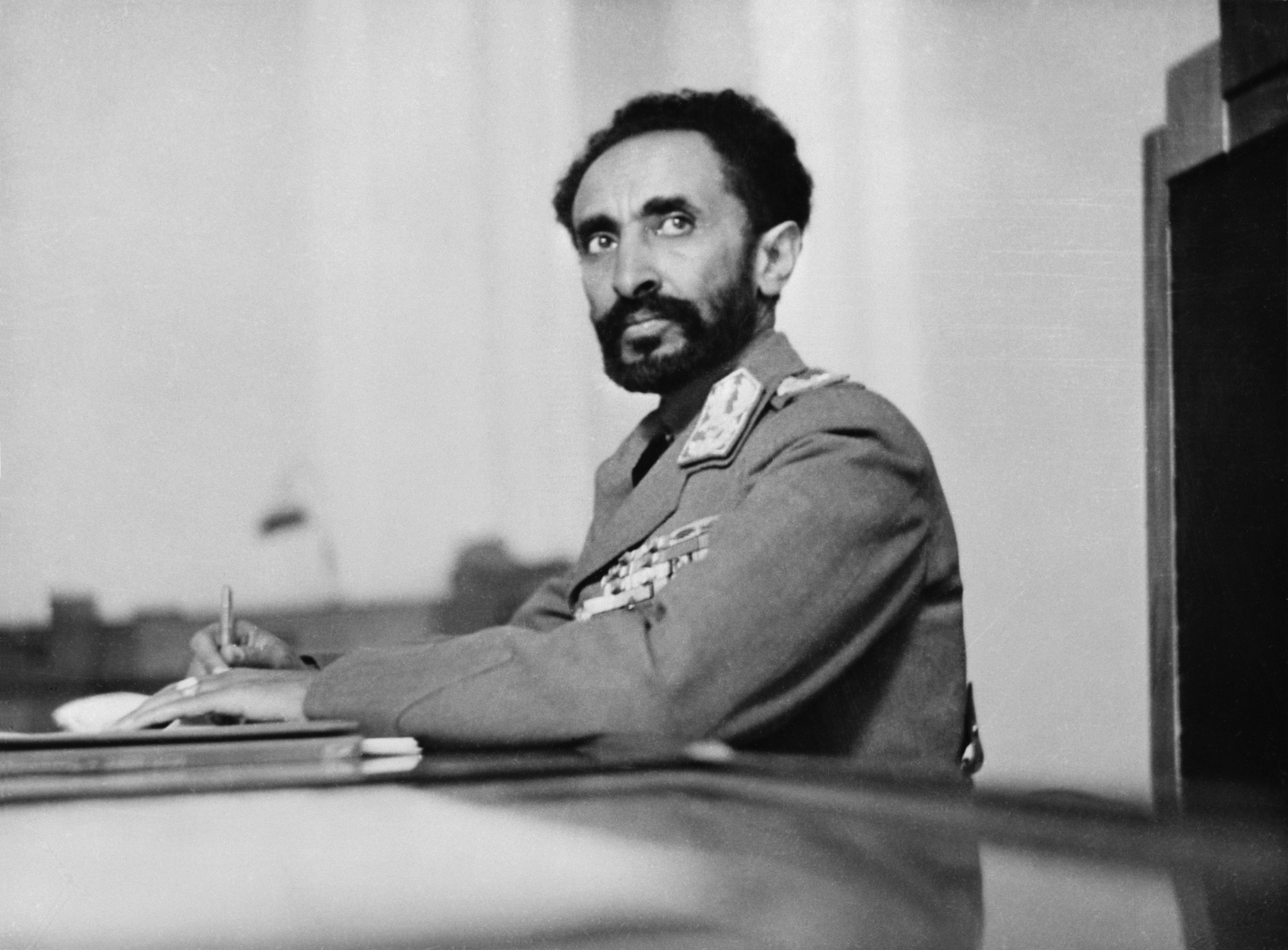
Haile Selassie.

Kejsaren avsattes vid en militärkupp den 12 september 1974. Militärjuntan, på amhariska "dergen", leddes troligen redan från början av Mengistu Haile Mariam, men till en början var det officiellt hela gruppen som hade makten. Förste talespersonen för dergen var Tefari Benti, efterträddes snart av Atnafu Abate och senare av Mengistu Haile Mariam som behöll makten fram till 1991. Haile Selassies äldste son, Asfaw Wossen, befann sig i Schweiz, men återkallades hem av militärjuntan för att efterträda sin fader som kejsare. Asfaw Wossen accepterade kejsarkronan, men erkändes ingen makt över landets politik. Försvarsminister Aman Mikael Andom, utsågs under en kort tid till premiärminister, men avsattes blodigt redan i november 1974.
Den officiella orsaken till kuppen var att Haile Selassie fört ut flera miljarder dollar ur landet, för vilket han åtalades. Liknande påståenden om astronomiska summor anförs standardmässigt av dem som vill rättfärdiga militärkupper. Vad dergen kunde visa upp efter kuppen var bilar och andra ägodelar till ett värde av $500 000. Tillgodohavanden i utländska banker är omöjliga att finna, men att en man som under exilen i England 1936–1941 tvingades sälja sin privata egendom för att klara sitt uppehälle, skulle kunna samla på sig en sådan förmögenhet ur ett land vars BNP/cap vid kuppen bara nått 80$ faller på sin egen orimlighet. Monarkin avskaffades den 21 mars 1975, efter att landets mark förstatligats. Etiopiska inbördeskriget pågick från militärkuppen till 1991.

## Död
Haile Selassie avled i fångenskap; officiellt efter en operation för prostatacancer, men Haile Selassies anhängare anser att han mördades. Eftersom kejsardömet ansågs vara så otidsenligt, var det ingen som ställde upp till kejsarens försvar vid störtandet.

## Barn
1. Prinsessan Tenagnework (1912–6 april 2003)
2. Kronprins Asfaw Wossen (1916–1997)
3. Prinsessan Zenabe Worq (1918–1933)
4. Prinsessan Tsahai Worq (1920–1942)
5. Prins Mekonnen (1923–1957)
6. Prins Sahle Selassie (1931–1963)

Zera Yacob Amha Selassie, sonson till Haile Selassie, skulle vara kejsare av Etiopien idag under namnet Zera Yacob I om kejsarhuset återinsattes.

## Utmärkelser

Serafimerorden vapen

- Riddare av Serafimerorden, 10 juni 1924.[26]